# St. Marien (Bremerhaven)

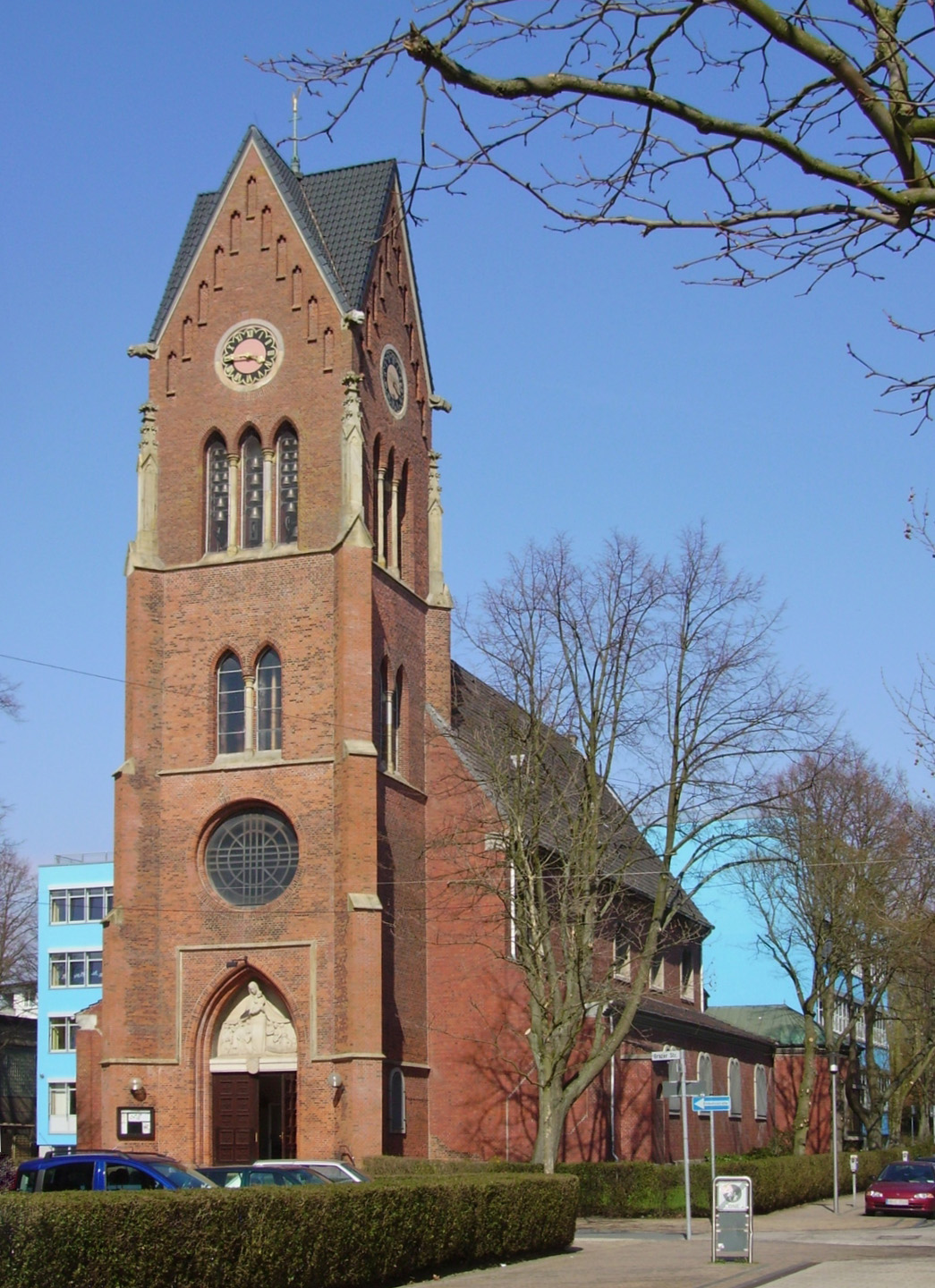
St. Marien

Die römisch-katholische Kirche St. Marien, eigentlich als Unbefleckte Empfängnis Mariens oder Maria Unbefleckte Empfängnis bezeichnet, ist eine römisch-katholische Kirche in der Stadtmitte von Bremerhaven im Bundesland Bremen. Die nach der unbefleckten Empfängnis Mariens benannte Kirche gehört zur Pfarrgemeinde Hl. Herz Jesu Bremerhaven-Lehe und ist die älteste Kirche im Dekanat Bremerhaven des Bistums Hildesheim.

## Geschichte
Nachdem sich in der 1827 gegründeten Stadt Bremerhaven Katholiken niedergelassen hatten, fanden durch Geistliche der Pfarrei St. Johann in Bremen in Bremerhaven katholische Gottesdienste statt, die in Privathäusern und Noträumen abgehalten wurden. 1853 bekam Bremerhaven einen eigenen katholischen Geistlichen.
Am 18. Juni 1867 wurde die St.-Marien-Kirche durch den Apostolischen Provikar der Nordischen Missionen, den Osnabrücker Bischof Johannes Heinrich Beckmann, geweiht. Sie war eine einschiffige neogotische Saalkirche mit einem Querschiff und einem 49 Meter hohen Turm im Westen. Bis zur Weihe der Herz-Jesu-Kirche in Lehe im Jahr 1911 war die St.-Marien-Kirche an der Grünen Straße (heute Grazer Straße) die einzige katholische Kirche in Bremerhaven, Lehe und Geestemünde. Anfangs gehörte die St.-Marien-Kirche als Filialkirche von St. Johann in Bremen zum Apostolischen Vikariat des Nordens, von 1929 (Preußenkonkordat) bis zum 30. Juni 1969 gehörte sie direkt zum Bistum Osnabrück.
Im Zweiten Weltkrieg wurde die Kirche am 18. September 1944 wie fast die ganze Innenstadt von Bremerhaven durch einen Luftangriff nahezu völlig zerstört.
1952 wurde die Kirche als neoromanische Basilika mit schmalen Seitenschiffen und ohne Querschiff nach Plänen des ortsansässigen Architekten Zeh wieder aufgebaut. Auf dem erhaltenen Stumpf des Turmes wurde ein Faltdach errichtet.

Am 8. Dezember 1952 wurde die St.-Marien-Kirche unter großer Beteiligung der Gemeindemitglieder durch den Osnabrücker Weihbischof Johannes von Rudloff neu geweiht.
1968 begann man mit Umgestaltungen im Altarraum entsprechend der Liturgiereform des Zweiten Vatikanischen Konzils.
Seit dem 1. November 2014 gehört die St.-Marien-Kirche zur Pfarrgemeinde Hl. Herz Jesu, Bremerhaven-Lehe, die Pfarrgemeinde Maria Unbefleckte Empfängnis, Bremerhaven-Mitte wurde zu diesem Zeitpunkt aufgehoben.

## Lage und Ausstattung
Die Kirche steht auf dem Grundstück Grazer Straße 15, an der Ecke zur Keilstraße, rund 500 Meter vom Ufer der Weser entfernt.
Die St.-Marien-Kirche ist reich an Werken christlicher Kunst der 1950er und 1960er Jahre.
Der Osnabrücker Bildhauer Walter Mellmann schuf im Altarraum den Altar mit Darstellungen der vier Evangelisten, das Triumphkreuz über dem Altar mit vier Medaillons: Geburt Jesu, Verklärung, Auferstehung und Wiederkunft Jesu Christi, den Ambo rechts davon mit drei Medaillen: St. Willehad, St. Ansgar und St. Rimbert, Bischöfe des Bistums Bremen, und die Tabernakelstele an der Apsis. Links vom Chorraum steht der Ständer für die Osterkerze mit der Darstellung der Hl. Dreifaltigkeit; daneben befindet sich das Bronzewandbild „Die Frauen am leeren Grab“. Rechts vor dem Chorraum steht das von ihm geschaffene Vortragekreuz.
Im linken Seitenschiff vorn nimmt die Skulptur Heilige Familie den entsprechenden Platz ein, hinten die Plastik Hl. Antonius. Im rechten Seitenschiff vorn steht die Skulptur Maria als Schutzpatronin der Kirche. Das meterhohe Kruzifix am Beichtraum hinten rechts schuf Walter Mellmann wie die anderen Plastiken aus Holz.
Nach den Entwürfen des Osnabrücker Glasmalers Theo M. Landmann entstanden Bleiglasfenster mit Rundbögen im gesamten Kirchenschiff und im Altarraum: neun Zwillings-Rundbogenfenster in den Obergaden des Hauptschiffes mit Gesätzen des Rosenkranzes, sechs Zwillings-Rundbogenfenster in den Seitenschiffen, untere Reihe von links: wichtige Personen und Ereignisse der Kirchengeschichte vom Tod des Petrus 67 bis zur Verkündigung des Dogmas von der leiblichen Aufnahme Marias in den Himmel am 1. November 1950. Einzelne Darstellungen lauten: Benedikt und Bonifatius links, Willehad, Ignatius und die Unbefleckte Empfängnis (Mariä, rechts); drei Zwillings-Rundbogenfenster im Altarraum: „Lauretanische Litanei“ und „Ave Maria“, zwei Zwillings-Rundbogenfenster im sogenannten Schwesternchor an der Nordwand: „Sonnengesang“, ein dreiteiliges Rundbogenfenster in der ehemaligen Taufkapelle, ein Fenster an der Südwand im Turm: „Vinzenz von Paul“.
Seine Frau Ruth Landmann schuf in den Seitenschiffen 15 Stationen des Kreuzweges aus Keramik in Plattentechnik, den Taufbrunnen links vom Chorraum mit Darstellung der zwölf Apostel aus Keramik in Plattentechnik und rechts vom Chorraum die Plastik „Mutter Anna und Maria“ aus Keramik in freier Aufbautechnik, außerdem das Wandbild aus Keramik in Plattentechnik „Immerwährende Hilfe“ im nördlichen Eingangsbereich unterhalb der Orgelempore und das Wandbild „Pietà“ ebenfalls aus Keramik in Plattentechnik hinten rechts (Südseite).
Die Metallbildhauerin Eva Burgeff-Kerckhoff schuf den Tabernakelschrank aus Kupfer mit der Darstellung des Lammes und dem Buch mit den sieben Siegeln und dem Pelikan, und den Deckel des Taufbrunnens mit der Darstellung des Hl. Geistes als 
Taube.
Am Westturm der Kirche ist die Halbplastik Schutzmantelmadonna über dem Hauptportal angebracht.

### Glockenspiel
Da der instabile Turm der Kirche keine großen Läuteglocken zuließ wurde ein Glockenspiel angeschafft. Man entschied sich für drei größere Glocken und 24 kleine Glocken. Die Melodien, die erklingen sollen, werden über eine Klaviatur und einen Computer mit Spielprogrammen eingespielt und gespeichert. Am 8. Dezember 1984 erklang das Glockenspiel vom Turm der St.-Marien-Kirche zum ersten Mal.